# Resolutie 1713 Veiligheidsraad Verenigde Naties
Resolutie 1713 van de Veiligheidsraad van de Verenigde Naties werd op 29 september 2006 met unanimiteit door de VN-Veiligheidsraad aangenomen.
De resolutie verlengde het panel van experts dat toezag op de uitvoering van maatregelen die waren getroffen tegen eenieder die vrede in Darfur in de weg stond met een jaar.

## Achtergrond
Al in de jaren 1950 was het zwarte zuiden van Soedan in opstand gekomen tegen het overheersende Arabische noorden. De vondst van aardolie in het zuiden maakte het conflict er enkel maar moeilijker op. In 2002 kwam er een staakt-het-vuren en werden afspraken gemaakt over de verdeling van de olie-inkomsten. Verschillende rebellengroepen waren hiermee niet tevreden en in 2003 ontstond het conflict in Darfur tussen deze rebellen en de door de regering gesteunde Janjaweed-milities. Laatstgenoemden gingen over tot etnische zuiveringen. In de daaropvolgende jaren werden er in Darfur grove mensenrechtenschendingen gepleegd, waardoor miljoenen mensen op de vlucht sloegen.

## Inhoud

### Waarnemingen
Het geweld en de straffeloosheid in Darfur gingen nog steeds door waardoor de humanitaire situatie er bleef verslechteren. Men was ook bezorgd om de veiligheid van de bevolking, hulpverleners en de
toegang tot humanitaire hulp.
Middels resolutie 1591 had de Veiligheidsraad een panel van experts opgericht om toe te zien op sancties die met diezelfde resolutie waren opgelegd.

### Handelingen
Het mandaat van dat panel werd voor de 3de keer verlengd, tot 29 september 2007. Ook werd de secretaris-generaal gevraagd een 5de expert
aan te stellen zodat het panel zijn missie beter zou kunnen uitvoeren.
Het panel zelf werd gevraagd  tegen 29 maart 2007 een samenvatting te geven over het werk dat het had verricht, binnen een termijn van 90 dagen een tussenrapport in te dienen en tot 30 dagen voor het einde van het mandaat een eindrapport met zijn bevindingen en aanbevelingen te bezorgen. Ten slotte werd bij alle landen en organisaties aangedrongen op hun medewerking.

## Verwante resoluties
- Resolutie 1706 Veiligheidsraad Verenigde Naties
- Resolutie 1709 Veiligheidsraad Verenigde Naties
- Resolutie 1714 Veiligheidsraad Verenigde Naties
- Resolutie 1755 Veiligheidsraad Verenigde Naties (2007)

Lijst ·  1652 ·  1653 ·  1654 ·  1655 ·  1656 ·  1657 ·  1658 ·  1659 ·  1660 ·  1661 ·  1662 ·  1663 ·  1664 ·  1665 ·  1666 ·  1667 ·  1668 ·  1669 ·  1670 ·  1671 ·  1672 ·  1673 ·  1674 ·  1675 ·  1676 ·  1677 ·  1678 ·  1679 ·  1680 ·  1681 ·  1682 ·  1683 ·  1684 ·  1685 ·  1686 ·  1687 ·  1688 ·  1689 ·  1690 ·  1691 ·  1692 ·  1693 ·  1694 ·  1695 ·  1696 ·  1697 ·  1698 ·  1699 ·  1700 ·  1701 ·  1702 ·  1703 ·  1704 ·  1705 ·  1706 ·  1707 ·  1708 ·  1709 ·  1710 ·  1711 ·  1712 ·  1713 ·  1714 ·  1715 ·  1716 ·  1717 ·  1718 ·  1719 ·  1720 ·  1721 ·  1722 ·  1723 ·  1724 ·  1725 ·  1726 ·  1727 ·  1728 ·  1729 ·  1730 ·  1731 ·  1732 ·  1733 ·  1734 ·  1735 ·  1736 ·  1737 ·  1738